# Ezequiel el Dramaturgo
Ezequiel el Dramaturgo, también conocido como Ezequiel el Trágico, o Ezequiel el poeta, fue un dramaturgo judío que escribió en Alejandría. Naomi Yanveh sitúa su actividad literaria en el siglo III a. C., mientras que Howard Jacobson lo pone en el siglo II a. C. La evidencia respecto a esto no es definitiva.
Su única obra conocida, Exagōgē, es la obra judeohelenística más antigua que se conoce; subsiste solo en fragmentos citados por Eusebio de Cesarea, Clemente de Alejandría y por el Pseudo-Eustacio de Antioquía. Las extensas citas de estos autores han hecho posible reconstruir 269 líneas del texto, lo que representa entre el 20 y el 25% de la obra total.
Exagōgē es un drama único por la combinación de la narración bíblica y la tragedia griega. Consta de cinco actos escritos en trímetro yámbico, los cuales ponen en escena la historia bíblica del Éxodo de Egipto, con Moisés como protagonista. A los fines de adaptarse a las necesidades de la narración y al género dramático, Ezequiel modificó el relato bíblico; así, por ejemplo, ciertos episodios imposibles de representar se convierten en monólogos descriptivos. Este drama es 
La principal edición moderna es la de Howard Jacobson, con texto bilingüe en griego e inglés.